# إدوارد غراهام بايلي
إدوارد غراهام بايلي، والمعروف كذلك بلقب إي جي بايلي (3 سبتمبر 1823 - 23 يناير 1895)، هو مهندس معماري إنجليزي مارس مهنته في لانكستر بمقاطعة لانكشاير خلال النصف الثاني من القرن التاسع عشر. ترك بايلي المدرسة في عام 1838، وغادر بعد ذلك إلى لانكستر ليصبح أحد تلاميذ إدموند شارب، وأصبح شريكًا له في عام 1845. تقاعد شارب من عمله في عام 1851، تاركًا بايلي وحده في الإدارة. في عام 1868، انضم هوبرت أوستن إلى بايلي وأصبح شريكًا له، وفي عام 1886، أصبح نجل بايلي، هنري (المعروف كذلك باسم هاري) شريكًا لوالده كذلك. استمرت هذه الشراكة حتى وفاة إدوارد بايلي في عام 1895.
تمحور عمل بايلي حول تصميم كنائس جديدة، ولكنه عمل كذلك على إعادة بناء الكنائس المُقامة وترميمها وإجراء التحسينات والإضافات والتعديلات عليها. تُعتبر كنيسة سانت بيتر في لانكستر أحد تصاميمه الكنسية الرئيسية المعاصرة، والتي أصبحت تُعرف لاحقًا باسم كاتدرائية لانكستر. اضطلع بايلي كذلك في اللجان المدنية، ولا سيما المُقامة في المنازل الريفية في شمال غرب إنجلترا. يُعتبر مستشفى ألبرت الملكي في لانكستر أحد أكبر وأهم أعماله بايلي المدنية. اعتمد بايلي على طراز العمارة القوطية الحديثة في تصاميم الكنائس بشكل أساسي، ولكنه وظّف مجموعة متنوعة من الطرز في أعماله المدنية، بما في ذلك طراز عمارة تيودور الحديثة والبارونية الأسكتلندية فضلًا عن القوطية الحديثة.
لم ينخرط بايلي كثيرًا في الحياة السياسية في لانكستر، ولكنه شارك في الأحداث الثقافية والرياضة التي أُقيمت في المدينة. انطوت اهتماماته على الموسيقى وعلم الآثار، وشارك في الرماية والتجديف. صمم ملجأ ألبرت الملكي، وعمل في لجنته كذلك، وأصبح كذلك عضوًا في لجان المدارس المحلية ومعهد الميكانيكا. كان عمله على وشك الاندثار خلال الفترة الأخيرة من مسيرته المهنية بسبب أوستن، وغالبًا ما يُنظر إلى بايلي على أنه مهندس معماري كفؤ، لا مهندسًا عظيمًا.

## نشأته
ولد إدوارد بايلي في إيزينغوولد، شمال يوركشاير، وهو الطفل السابع والابن الرابع لوالديه: ريد إدموند بايلي وساره (أبثورب قبل الزواج). عمل شقيقه الأكبر، فريدريك أبثورب بايلي، باحثًا تقليديًا. كان والده فيقارًا محليًا، وهو الابن الثاني لوليام بايلي، المبرر اللاهوتي المسيحي. تلقى إدوارد تعليمه في البداية في المنزل، ومن ثم في مستشفى المسيح الذي كان قائمًا في لندن. بعد أن أنهى بايلي دراسته، توجه مباشرة إلى لانكستر في عام 1838 ليصبح تلميذًا لدى مهندس المعماري إدموند شارب وهو في الخامسة عشرة من عمره.

## مسيرته المهنية وعمله

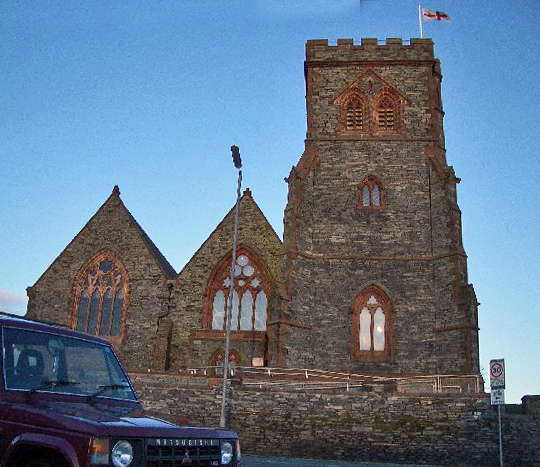
كنيسة أبرشية القديس جورج، بارو إن فورنيس، كمبريا، كما تظهر من الجنوب الغربي من موقف سيارات ساحة القديس جورج

### 1845- 1868
أنهى بايلي العمل على مقالاته في عام 1845، ثم عينه شارب شريكًا له في العمل، وأصبحت شركتهما تُعرف باسم شارب وبايلي، المهندسين المعماريين، (والمعروفة كذلك باسم شارب وبايلي فقط). تغيرت أولويات شارب لاحقًا، وأولى مصالحه التي لم تكن العمارة ضمنها اهتمامًا أكبر، وأصبح بايلي وحيدًا في إدارة الأعمال وتنفيذها منذ عام 1847. في عام 1851، وهو العام ذاته الذي تزوج فيه بايلي من شقيقة شارب، تقاعد شارب رسميًا من عمله، تاركًا بايلي وحده في إدارة الشركة. بقي اسم الشركة كما هو حتى عام 1856، وهو العام الذي انتقل فيه شارب إلى شمال ويلز، فغيّر بايلي اسم الشركة إلى إي جي بايلي. في عام 1860، نقل بايلي مكتبه من سانت ليونارد غيت إلى المبنى رقم 32 في كاسل هيل (لاحقًا المبنى رقم 24 في كاسل بارك). بقيت الشركة تمارس أعمالها في هذا المبنى إلى أن أُغلق في عام 1946. حصل بايلي على ملكية المبنى في عام 1871.
بين عامي 1845 و1851، كان من الصعب تحديد مقدار المسؤولية التي تقع على عاتق كل شريك في اللجان التي اضطلعت شركة بايلي بها، ولكن منذ عام 1851، أصبح بايلي المسؤول الوحيد. عمل الشريكان معًا على إعادة تصميم قاعة كابيرنوري، وإعادة بناء كنيسة جميع القديسين في ويغان. تمحور عمل بايلي طوال فترة مسيرته المهنية حول تصميم الكنائس الجديدة. بين عامي 1851 و1867، كان بايلي مسؤولًا عن بناء نحو 36 كنيسة جديدة أو إعادة بناؤها. خلال خمسينيات القرن التاسع عشر، انطوت قائمة أعماله على العديد من الكنائس الحديثة، مثل كنيسة سانت باتريك في وبريستون باتريك، وسانت بيتر في ورايلستون (كلاهما 1852-1853)، وسانت آن في ثويتس (1853-1854)، وكنيسة المسيح في باكوب (1854)، وسانت جورج في بارو إن فورنيس (1859-1860). جميع تلك الكنائس أنجليكانية، ولكن في عام 1857، ومع قدوم لجنة جديدة، صمم الكنيسة الكاثوليكية الرومانية، سانت بيتر في لانكستر (التي أصبحت كاتدرائية لانكستر في عام 1924). يبلغ ارتفاع برج الكنيسة 240 قدمًا (73 مترًا)، ويُعتبر تصميم بايلي الأفضل. صمم العديد من الكنائس الحديثة الرئيسية لاحقًا، ومنها سانت بيتر في كويرنمور، وسانت آن في سينغلتون (كلاهما 1859-1860)، وسانت مارك فيبريستون (1862-1863)، وكنيسة الثالوث المقدس في بوري (1863-1864)، وسانت جيمس في بولستوك (1863-1866)، وسانت جيمس في بارو (1867-1869)، وكنيسة سانت بيتر في بولتون (1867-71) والتي اعتُبرت أهم أعماله آنذاك.
صمم بايلي العديد من المباني المدنية، أهمها مستشفى ألبرت الملكي (1868-1873)، وهو أكبر مبنى صممته شركة بايلي على الإطلاق. عمل كذلك في تصميم العديد من مدارس المدن والقرى، وتصميم ملحقات المدارس الأكبر، بما في ذلك تصميم مدرسة جيغليسويك (1849-1851)، ومدرسة روسال، ومعبد (1861-62)، وجناح شرقي جديد (1867). وضع بايلي لجانًا لتصميم المنازل الريفية، والتي نفذت العديد من الأعمال، بما في ذلك إعادة بناء قاعة وينينغتون (1855-56)، ومنزل جديد، ومنزل تخليص في بينثام شمال يوركشاير (1857-1860). نفذ كذلك العديد من الأعمال الأصغر، بما في ذلك قاعة الموسيقى في سيتل، ومباني المقابر في لانكستر وستالمين، والمباني الصناعية. تزامنت مسيرة بايلي المهنية مع نمو مدينة بارو إن فورنيس وتطوير سكة حديد فورنيس، ونظرًا لكونه المهندس المعماري الرئيسي في المنطقة، حصل على العديد من عقود الأعمال المتعلقة بالمدينة والسكك الحديدية. طور علاقات عمل مع رواد الأعمال البارزين، جيمس رامسدن وهنري شنايدر، وصمم لهما المباني المحلية والصناعية. أنشأ لجنة لتحويل منزل إقطاعي سابق إلى فندق فورنيس آبي بجانب السكك الحديدية (1847-1848). صمم لاحقًا منزلًا ريفيًا كبيرًا لرامسدن في أبوت وود (1857-1859). تُعتبر محطة ستراند في بارو (1863) أولى أعمال بايلي في مجال السكك الحديدية. بعد ذلك، اقتصرت أعمال الشركة على تنفيذ معظم المرافق اللازمة للسكك الحديدية.